# 남양주덕송초등학교
남양주덕송초등학교는 대한민국 경기도 남양주시에 있는 공립 초등학교이다.

## 연혁
2010년 12월 27일 - 설립인가
2011년 4월 8일 -  교사 착공(지하1층, 지상5층)36학급
2012년 3월 1일 - 초대 유기권 교장 취임 및 개교(초등 6학급, 유치원2학급)
2012년 8월 31일 - 서울 논술형평가 문항제작 우수학교 표창
2013년 3월 1일 - 민주주의 모델학교 지정(2013~2014)
2014년 3월 1일 - 교육부지정 어울림프로그램 모듈학교 운영
2014년 9월 1일 - 혁신학교 준비교 지정 및 남양주 샛별초 분리
2014년 12월 24일 - 유치원 교육과정 운영 우수교 표창
2014년 12월 31일 - 학교민주주의 실천 우수교 표창
2015년 3월 1일 - 혁신학교 지정 (2015~2018)
2018년 1월 5일 - 제 6회 졸업식 (총 졸업생 수 447명)
2018년 3월 1일 - 제 2대 박영란 교장 부임
2019년 1월 4일 - 제 7회 졸업생 95명
2020년 1월 3일 - 제 8회 졸업생 108명
2020년 3월 1일 - 초등 35학급 편성 (특수2반포함) 혁신학교 재지정 [2년차]
2020년 9월 1일 - 초등 36학급 편성(특수2반포함)
2021년 1월 12일 - 제 9회 졸업생 (118명)
2021년 3월 1일 - 초등 36, 특수2, 유치원3 학급편성, 
혁신학교 재지정 [3년차]
2021년 3월 1일 - 제 3대 김현숙 교장 부임
2022년 3월 1일 - 초등 39학급 편성(특수2반포함), 혁신학교 재지정
2022년 9월 1일 - 제 4대 권오실 교장 부임
2023년 3월 1일 - 초등 43학급 편성 (특수2반 포함)
2023년 12월 29일 - 제 12회 졸업생 146명
2024년 3월 1일 - 초등 45학급 편성 (특수2반 포함)

## 참고 자료
- 남양주덕송초등학교 - 한국교육학술정보원 학교알리미